# 1949 dans le catholicisme
Chronologie du catholicisme
- 1945
- 1946
- 1947
- 1948
- 1949
- 1950
- 1951
- 1952
- 1953

Cet article présente les faits marquants de l'année 1949 dans le catholicisme.

## Évènements
- 15 mai : canonisation de Jeanne de Lestonnac.
- 12 juin : canonisation de Marie-Josèphe Rossello.
- 22 août : reconnaissance officielle par l'Église de la réalité des apparitions mariales de Banneux.

## Naissances
- 11 janvier : Georges Passerat, prêtre et historien français
- 24 février : Marek Jędraszewski, prélat polonais, archevêque de Cracovie
- 2 mars : Francisco Robles Ortega, cardinal mexicain, archevêque de Guadalajara
- 3 mars : Thomas Aquinas Manyo Maeda, cardinal japonais, archevêque d'Osaka
- 7 mars : Leopoldo José Brenes Solórzano, cardinal nicaraguayen, archevêque de Managua
- 17 mars : Thaddée Nsengiyumva, prélat rwandais, évêque de Kabgayi, tué au cours du génocide († 5 juin 1994)
- 20 mars : Josip Bozanić, cardinal croate, archevêque de Zagreb
- 7 avril : Zygmunt Zimowski, prélat polonais de la Curie († 13 juillet 2016)
- 11 avril : Louis-Marie de Blignières, prêtre traditionaliste, philosophe et théologien français, fondateur de la Fraternité Saint-Vincent-Ferrier
- 15 avril : Pierre Nguyên Van Tot, prélat vietnamien, diplomate du Saint-Siège et archevêque titulaire de Rusticiana (de)
- 18 mai : Joseph Cistone, prélat américain, évêque de Saginaw († 16 octobre 2018)
- 21 mai : Jean-Pierre Blais, prélat canadien, évêque de Baie-Comeau
- 23 mai : Daniel DiNardo, cardinal américain, archevêque de Galveston-Houston
- 1er juin : Michael Joseph Hoeppner (en), prélat américain, évêque de Crookston (en)
- 7 juin : Bienheureuse Esther Paniagua Alonso, religieuse espagnole, missionnaire et martyre en Algérie († 24 octobre 1994)
- 14 juin : Malcolm McMahon, prélat dominicain britannique, archevêque de Liverpool
- 27 juin : Francis Xavier Kriengsak Kovitvanit, cardinal thaïlandais, archevêque de Bangkok
- 28 juin : David Douglas Crosby, prélat canadien, évêque de Hamilton
- 17 juillet : Paul Bird (en), prélat australien, évêque de Ballarat (en)
- 24 juillet : Joan-Enric Vives i Sicília, prélat espagnol, archevêque-évêque d'Urgell, coprince d'Andorre
- 1er août : Bruno Forte, prélat italien, archevêque de Chieti
- 9 août : Markus Büchel, prélat suisse, évêque de Saint-Gall
- 21 septembre : Odilo Scherer, cardinal brésilien, archevêque de São Paulo
- 22 septembre : Ludwig Schick, prélat allemand, archevêque de Bamberg
- 29 septembre : Wenceslao Selga Padilla, prélat et missionnaire philippin, préfet apostolique d'Oulan-Bator et évêque titulaire de Tharros (de) († 25 septembre 2018)
- 15 octobre : Arlindo Gomes Furtado, premier cardinal cap-verdien, évêque de Santiago du Cap-Vert
- 19 octobre : Stanisław Gądecki, prélat polonais, archevêque de Poznań
- 20 octobre : James Michael Harvey, cardinal américain de la Curie, précédemment archevêque titulaire de Memphis (de)
- 27 octobre : Emanuel Barbara, prélat et missionnaire maltais, évêque de Malindi († 5 janvier 2018)
- 30 octobre : Paul Tschang In-Nam, prélat coréen, diplomate du Saint-Siège et archevêque titulaire d'Amantia (de)
- 18 novembre : Luc Bouchard, prélat et théologien canadien, évêque de Trois-Rivières
- 1er décembre : Quesnel Alphonse, prélat haïtien, évêque de Fort-Liberté
- 27 décembre : Johanes Maria Pujasumarta, prélat indonésien, archevêque de Semarang († 10 novembre 2015)
- Date précise inconnue : 
  - Francis Kohn, prêtre converti français, cofondateur de la Communauté de l'Emmanuel
  - Joseph O'Leary, prêtre, philosophe et théologien irlandais

## Décès
- 1er janvier : Gabriella Borgarino, religieuse, mystique et vénérable italienne (° 2 septembre 1880)
- 2 janvier : Dynam-Victor Fumet, organiste français, compositeur de musique religieuse (° 4 mai 1867)
- 5 janvier : Maria Joseph Weber, prêtre spiritain allemand (° 3 janvier 1887)
- 25 janvier : Robert Alesch, prêtre luxembourgeois fusillé pour collaboration avec les nazis (° 6 mars 1906)
- 22 février : François Chaize, prélat et missionnaire français, vicaire apostolique d'Hanoï et évêque titulaire d'Alabanda (de) (° 27 mars 1882)
- 24 février : Gabriel Brunhes, prélat français, évêque de Montpellier (° 5 septembre 1874)
- 20 mars : Bienheureux Vinçens Prennushi, prélat franciscain albanais, archevêque de Durrës, martyr du communisme (° 4 septembre 1885)
- 9 mai : Jean Flory, prêtre catholique, résistant et pédagogue français (° 5 décembre 1886)
- 30 mai : Emmanuel Suhard, cardinal français, archevêque de Paris (° 5 avril 1874)
- 12 juin : Bienheureuse Marie Candide de l'Eucharistie, religieuse carmélite et mystique italienne (° 16 janvier 1884)
- 30 juillet : Bienheureuse Marie-Vincente de Sainte-Dorothée, religieuse mexicaine, fondatrice des Servantes de la Très Sainte Trinité et des pauvres (° 6 février 1867)
- 10 août : Marcellin Fillère, prêtre mariste français, impliqué dans les mouvements de jeunesse catholiques (° 6 janvier 1900)
- 11 août : Bienheureux Maurice Tornay, prêtre, missionnaire au Tibet et martyr suisse (° 31 octobre 1910)
- 16 août : Marcel Fleury, prélat français, évêque de Nancy (° 30 décembre 1884)
- 21 août : Laurent Remilleux, prêtre français, proche du Sillon (° 26 février 1882)
- 22 août : Joseph Wittig, prêtre, théologien et écrivain allemand (° 22 janvier 1879)
- 16 septembre : Joanny Thévenoud, prélat et missionnaire français, vicaire apostolique de Ouagadougou et évêque titulaire de Sitifis (de) (° 14 mars 1878)
- 1er octobre : Bienheureux Nicétas Budka, prélat grec-catholique ukrainien, martyr du communisme (° 7 juin 1877)
- 14 octobre : Bienheureux Roman Lysko, prêtre grec-catholique ukrainien, martyr du communisme (° 14 août 1914)
- 19 octobre : Élie Maire, prêtre, théologien et biographe français (° 1er juillet 1880)
- 21 octobre : Sainte Laura Montoya, religieuse et éducatrice colombienne, fondatrice des Missionnaires de Marie Immaculée et de Sainte Catherine de Sienne (° 26 mai 1874)
- 3 novembre : Francesco Marmaggi, cardinal italien de la Curie, précédemment diplomate du Saint-Siège et archevêque titulaire d'Andrinople-en-Hémimont (de) (° 31 août 1876)
- 8 novembre : Cyriel Verschaeve, prêtre, homme politique nationaliste et collaborateur flamand (° 30 avril 1874)
- 14 novembre : Joseph Lavarenne, prêtre français, impliqué dans le catholicisme social (° 25 septembre 1885)
- 1er décembre : Ernest-Théodore Valentin Deschamps, prêtre français, fondateur de l'AJ Auxerre (° 1er avril 1868)